# Halesowen Town FC
Halesowen Town Football Club is een Engelse voetbalclub uit Halesowen.
De club werd opgericht in 1873 en is daarmee een van de oudste clubs in de Midlands. Sinds de oprichting speelt Halesowen Town haar thuiswedstrijden op The Grove, dat in eerste instantie als cricketstadion was gebouwd. Het stadion heeft ongeveer 5.000 plaatsen.
In het seizoen 2013-14 werd de club kampioen van de Northern Premier League Division One South, waardoor promotie naar Northern Premier League Premier Division werd afgedwongen. Na een herstructurering van de lagere Engelse voetbalklassen kwam de club terecht in  Division One Midlands, van waaruit in 2023 werd gepromoveerd naar de Southern Football League Premier Division.

## Bekende (oud-)spelers
- Kemy Agustien
- Ahmed Ali